# Heart of Lions FC
El Heart of Lions Football Club es un equipo de fútbol de Ghana que juega en la Liga Premier de Ghana, el campeonato de fútbol más importante del país.

## Historia
Fue fundado en año 2002 en Kpandu. No ha ganado ningún título, pero clasificó a la Liga de Campeones de la CAF 2009 y la Copa Confederación de la CAF 2005.

## Participación en competiciones de la CAF
| Temporada | Torneo                       | Ronda      | Club                       | Casa  | Visita | Global |
| --------- | ---------------------------- | ---------- | -------------------------- | ----- | ------ | ------ |
| 2005      | Copa Confederación de la CAF | Preliminar | ASAC Concorde              | w.o.1 | w.o.1  | w.o.1  |
| 2009      | Liga de Campeones de la CAF  | Preliminar | Etoile Filante Ouagadougou | 3-2   | 0-2    | 3-4    |

1- Heart of Lions abandonó el torneo.

## Gerencia y Cuerpo Técnico
- Presidente: Godwin Kwami Ahiapkor
- Vice Presidente: Samuel Ahiapkor
- Gerente de Operaciones: Walter Yankah
- Oficial de Asistencia Social: Richard Akwensi
- Secretariado: Dodzi Dzidzornu
- Gerente de Mercadeo: Alex Aboagye
- Gerente del Equipo: Paa Kwesi Fabin
- Entrenador: Oti Akenteng
- Asistente del Entrenador: Orlando Wellingtion

## Jugadores

### Jugadores destacados
| - Rachad Chitou - Addoquaye Addo - Dominic Adiyiah - Wisdom Agblexo - Stephen Ahorlu - Jerry Akaminko - William Amamoo - Emmanuel Ansong - Emmanuel Banahene - Eric Bekoe - Kofi Nti Boakye - John Boye - Sadat Bukari - Haminu Dramani - Abraham Kudemor - Jacob Nettey - Stephen Owusu - Jonathan Quartey - Ibrahim Sulemana - Daniel Nana Yeboah - Samuel Yeboah - Gardiehbey Zeo - Komlan Amewou | - Delight Delall Afenyo - Abdul Rasheal Ahmed - Anas Alidu - Abraham Annang - Edmund Owusu Ansah - Baba Asanpa - Solomon Awuku - Taju Bini - Osei Boateng - Ibrahim Abdul Ganiyu - Joseph Masiru - Iddrisu Mohammed - Isaac Morgan - Awuley Musah - Stephen Owusu - Godfred Rockson - Ibrahim Suleman - Alhaji Sulemana - Siba Ali Tahiru - Thomas Tuah - Issaka Rasak Yakubu - George Yamoah - Dan Yankah |